# Provinz Ain Temouchent
Die Provinz Ain Temouchent (arabisch ولاية عين تموشنت, DMG Wilāyat ʿAin Tumūšanat, berberisch ⵄⵉⵏ ⵜⵉⵎⵓⵛⴻⵏⵜ Ɛin Timucent) ist eine Provinz (wilaya) im nordwestlichen Algerien.
Die Provinz hat eine Fläche von 2377 km² und liegt am Mittelmeer nahe der Grenze zu Marokko. Sie hat 28 Städte und Dörfer und liegt auf 245 m.
Rund 384.565 Menschen (Schätzung 2010) bewohnen die Provinz, die Bevölkerungsdichte beträgt somit etwa 160 Einwohner pro Quadratkilometer.
Hauptstadt der Provinz ist Ain Temouchent.

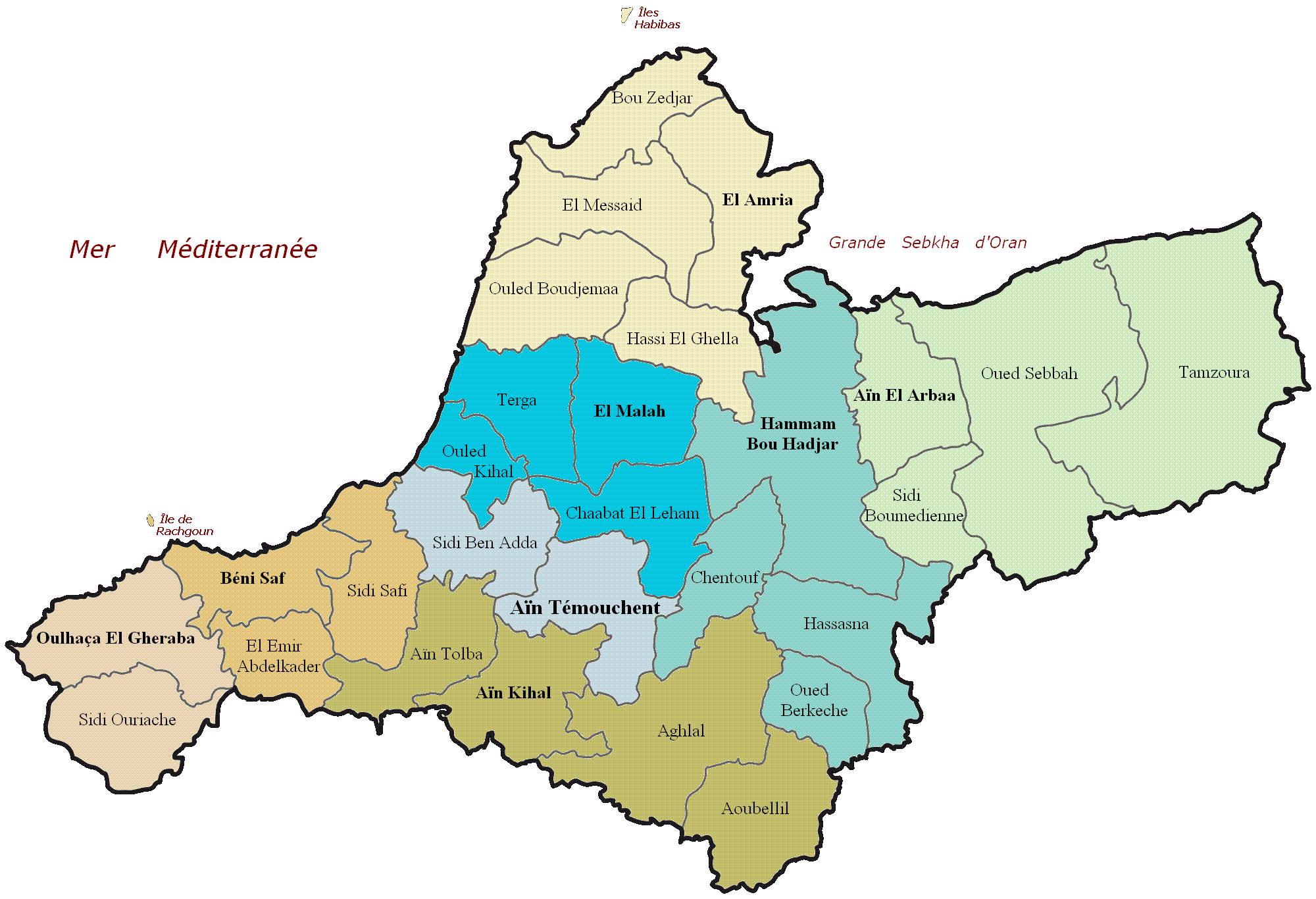
Aïn Temouchent Provinzkarte